# MyPaint
MyPaint（マイペイント）は、オープンソースのペイントソフトである。Windows、macOS、Unix系オペレーティングシステムで動作する。
Corel Painterに似ており、豊富なブラシやレイヤ機能などを有している。